# Howqua River
Der Howqua River ist ein Fluss in der Mitte des australischen Bundesstaates Victoria.
Er entspringt an den Westhängen des Mount Howitt im Alpine-Nationalpark, fließt nach Westen und mündet in den Lake Eildon, einen Stausee des Goulburn River.